# Série G (métro de Berlin)
 (décembre 2021).
Si vous disposez d'ouvrages ou d'articles de référence ou si vous connaissez des sites web de qualité traitant du thème abordé ici, merci de compléter l'article en donnant les références utiles à sa vérifiabilité et en les liant à la section « Notes et références ».

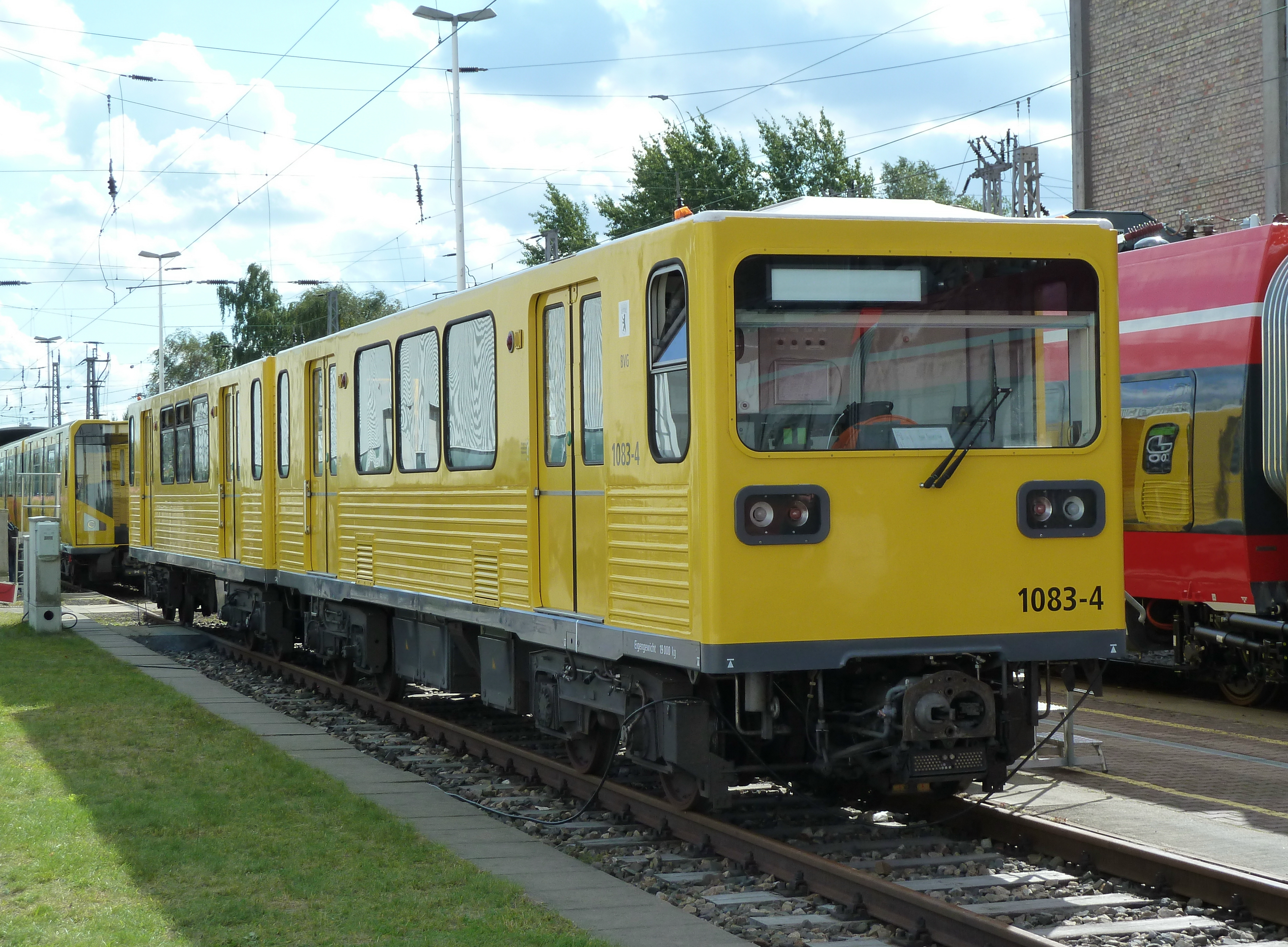
Une rame GI/1E aux ateliers d'Hennigsdorf en 2010.

Les rames G sont un ensemble de véhicules conçus en RDA pour le réseau à petit gabarit du métro de Berlin. Quatre séries ont été déployées entre 1974 et 1987, destinées à remplacer les rames AI et AII.

## Histoire
La première série, dénommée G, ou Gustav, constituée d'un unique prototype à 4 caisses, a été livrée en 1974 pour expérimenter différents paramètres : une face différente et des fenêtres surbaissées. Elle fut réformée en 1997.

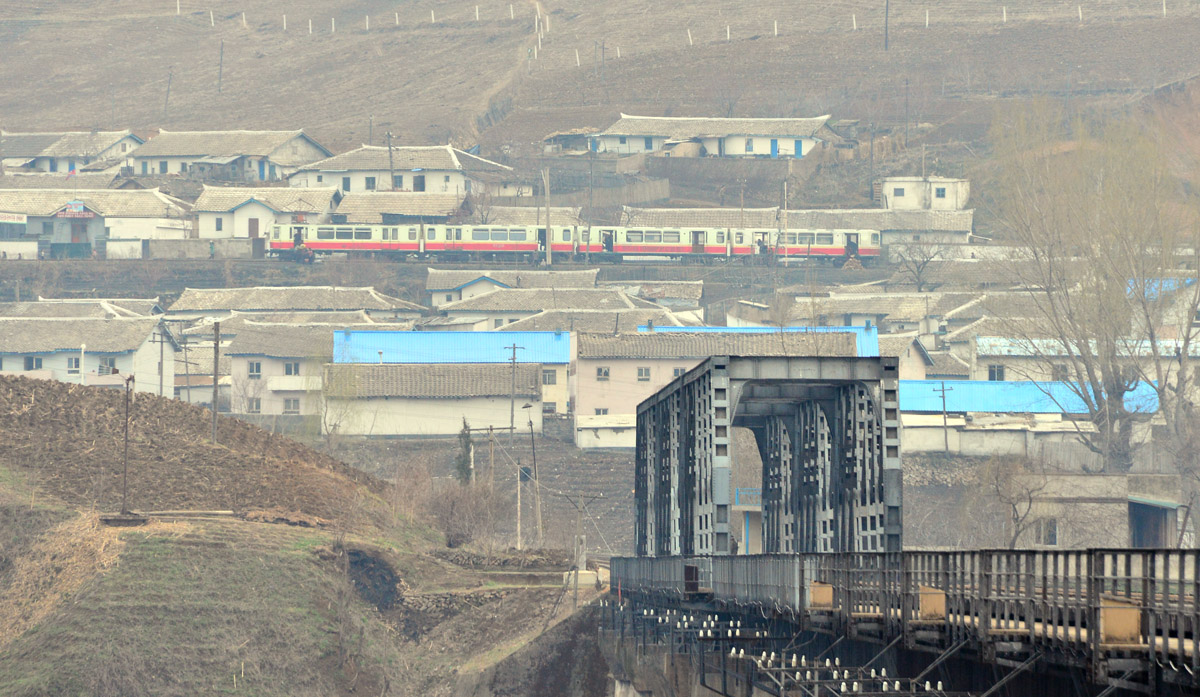
Une rame GI en Corée du Nord en avril 2012.

Suivit une deuxième série, dénommée GI, ou Gisela, livrée entre 1978 et 1982 pour un total de 114 caisses afin d'équiper la ligne U2. Elles ont été transférées sur la U1, puis été exploitées sur les deux lignes. En 1998, elles ont été transférées au métro de Pyongyang. Elles avaient la particularité de ne posséder que deux portes par flanc, contre trois sur les modèles précédents.
La troisième série, nommée GII, fut construite en 1983, mais a d'abord circulé en Grèce avant de rejoindre le réseau berlinois entre 1984 et 1985.
Une quatrième série, GI/1, dérivée de la GI, fut livrée en 1987. Elle fut préservée et rénovée en 2007, date à laquelle elle fut renommée en GI/1E.